# Why Her?
Why Her? (en hangul, 왜 오수재인가; romanización revisada, Wae Osujaeinga; literalmente, «Why Oh Soo-jae?»), es una serie de televisión surcoreana que será estrenado en junio de 2022 a través de SBS TV. La serie también estará disponible para transmisión en Viki y ViuTV.

## Sinopsis
Gong-chan, es un joven estudiante de primer año de la facultad de derecho de la Universidad de Seojoong y propietario de un bar, conoció a Oh Soo-jae en el pasado cuando fue acusado falsamente de un crimen. Después de pasar tiempo en la cárcel por un crimen que no cometió, es absuelto de los cargos y se reúne con Soo-jae en la facultad de derecho donde ella es profesora adjunta.

## Reparto

### Personajes principales
- Seo Hyun-jin como Oh Soo-jae, una profesora cruel, despreciable y malhumorada.[3][4]
- Hwang In-yeop como Gong-chan, un estudiante de primer año de la facultad de derecho de la Universidad de Seojoong y propietario de un bar. Es acusado falsamente de un crimen.[5][6][7]
  - Lee Eugene como Gong-chan de joven.[8][9]
- Heo Joon-ho como Choi Tae-gook, el director y presidente del bufete de abogados "TK". Es el padre de Choi Yoon-sang y Choi Joo-wan.[10]
- Bae In-hyuk como Choi Yoon-sang, un estudiante de segundo año de la facultad de derecho de la Universidad de Seojung y el segundo hijo de Choi Tae-gook.[11][12]

### Personajes secundarios

#### Bufete de abogados TK
- Heo Joon-ho como Choi Tae-gook, el director del bufete de abogados TK.
- Jeon Jin-ki como Ha Il-goo, el secretario en jefe del presidente del bufete de abogados de TK.
- Lee Geung-young como Han Seong-beom, el presidente del Grupo Hansoo Group, así como el principal cliente y patrocinador del bufete de abogados TK.
- Lee Joo-woo como Song Mi-rim, una abogada asociada del bufete de abogados de Oh Soo-jae, quien aunque puede ser un poco irascible, es una persona amable que a veces hace un trabajo pro bono como defensora pública.[13]
- Ji Seung-hyun como Choi Joo-wan, el hijo mayor de Choi Tae-gook y hermano de Choi Yoon-sang. Es el heredero del bufete de abogados TK.
- Park Shin-woo como Han Dong-oh, el director general del Grupo Hansoo.

#### Estudiantes de la Universidad de Seojung
- Hwang In-yeop como Gong Chan, un estudiante de primer año de la facultad de derecho de la Universidad de Seojung.
- Bae In-hyuk como Choi Yoon-sang, un estudiante de segundo año de la facultad de derecho de la Universidad de Seojung.
- Lee Jin-hyuk como Nam Choon-poong, un alegre y optimista estudiante de derecho de la Universidad de Seojung. En el pasado fue un aprendiz de ídolo, pero renunció a ese sueño para estudiar e ingresar a la escuela de leyes.[14]
- Nam Ji-hyun como Na Se-ryun, una estudiante de derecho de la Universidad de Seojung.
- Kim Jae-hwa como Jo Kang-ja, estudiante de primer año en la facultad de Derecho de la Universidad de Seojung; antes fue inspectora de policía.[15]

#### Profesores de la Universidad de Seojung
- Kim Chang-wan como Baek Jin-gi, un profesor de la Facultad de Derecho de la Universidad de Seojung.[16]
- Ji Joo-yeon como Jeong Hee-yeong, una maestra de derecho.
- Kim Ji-hui como Park Jo-Gyo, un maestro asistente de enseñanza de Oh Soo-jae en la facultad de derecho.[17]
- Kim Jae-hwa como Jo Kang-ja, una maestra que trabaja con Oh Soo-jae y Gong-chan en la facultad de derecho de la universidad de Seojung.

#### Familiares
- Bae Hae-sun como Ji Soon-ok, la madrastra de Gong-chan.
- Seo Jin-won como Kim Sang-man, el padre de Gong-chan.

### Otros personajes
- Cha Chung-hwa como Chae Joon-hee, la única amiga de Oh Soo-jae.
- Lee Kyu-sung como So Hyeong-chil.[18]
- Choi Young-joon como Yoon Se-pil, un empleado en SP Partners, quien trabaja con Oh Soo-jae y Gong-chan.[19][20][21]
- Kim Joong-don como Do Jin-myung, un detective de homicidios.
- Jo Dal-hwan como Gu Gu-gap, el compañero de cuarto de Gong-chan y encargado de servir en su pub.
- Kim Yoon-seo como Im Seung-yeon, la mujer de Choi Joon-wan.[22]
- Hong Ji-yoon como Park So-young, que acusa al político Ahn Kang-hoo de haberla violado.[23]
- Lee Jin-hee como la esposa de Seo Jun-myung.[24]

## Episodios
La serie conformada por dieciséis episodios, está programada para estrenarse en SBS TV en junio de 2022, transmitiendo sus episodios todos los viernes y sábados a las 22:00 huso horario de Corea.

## Audiencia
| Temporada | Temporada | Episodio número | Episodio número | Episodio número | Episodio número | Episodio número | Episodio número | Episodio número | Episodio número | Episodio número | Episodio número | Episodio número | Episodio número | Episodio número | Episodio número | Episodio número | Episodio número | Promedio |
| Temporada | Temporada | 1               | 2               | 3               | 4               | 5               | 6               | 7               | 8               | 9               | 10              | 11              | 12              | 13              | 14              | 15              | 16              | Promedio |
| --------- | --------- | --------------- | --------------- | --------------- | --------------- | --------------- | --------------- | --------------- | --------------- | --------------- | --------------- | --------------- | --------------- | --------------- | --------------- | --------------- | --------------- | -------- |
|           | 1         | 1.063           | 1.131           | 1.533           | 1.801           | 1.484           | 1.472           | 1.433           | 1.548           | 1.474           | 1.295           | 1.300           | 1.345           | 1.221           | 1.363           | 1.359           | 1.855           | 1.417    |

| Episodio                                                                                 | Fecha original de emisión | Índice de audiencia | Índice de audiencia | Índice de audiencia |
| Episodio                                                                                 | Fecha original de emisión | Nielsen Korea       | Nielsen Korea       | TNmS                |
| Episodio                                                                                 | Fecha original de emisión | Nacional            | Seúl                | Nacional            |
| ---------------------------------------------------------------------------------------- | ------------------------- | ------------------- | ------------------- | ------------------- |
| 1                                                                                        | 3 de junio de 2022        | 6,0 % (8.ª)         | 6,1 % (7.ª)         | 5,6 % (10.ª)        |
| 2                                                                                        | 4 de junio de 2022        | 6,5 % (4.ª)         | 7,1 % (3.ª)         | 5,6 % (7.ª)         |
| 3                                                                                        | 10 de junio de 2022       | 8,4 % (4.ª)         | 9,2 % (3.ª)         | 6,6 %(10.ª)         |
| 4                                                                                        | 11 de junio de 2022       | 10,1 % (2.ª)        | 10,5 % (2.ª)        | 8,4 % (2.ª)         |
| 5                                                                                        | 17 de junio de 2022       | 8,9 % (5.ª)         | 9,1 % (3.ª)         | 7,3 % (7.ª)         |
| 6                                                                                        | 18 de junio de 2022       | 8,8 % (2.ª)         | 9,5 % (2.ª)         | 7,5 % (2.ª)         |
| 7                                                                                        | 24 de junio de 2022       | 8,7 % (4.ª)         | 8,8 % (5.ª)         | 6,1 % (10.ª)        |
| 8                                                                                        | 25 de junio de 2022       | 9,2 % (2.ª)         | 9,5 % (2.ª)         | —                   |
| 9                                                                                        | 1 de julio de 2022        | 8,7 % (4.ª)         | 8,7 % (3.ª)         | 7,1 % (7.ª)         |
| 10                                                                                       | 2 de julio de 2022        | 7,4 % (3.ª)         | 7,5 % (2.ª)         | 6,3 % (4.ª)         |
| 11                                                                                       | 8 de julio de 2022        | 7,0 % (7.ª)         | 7,2 % (6.ª)         | —                   |
| 12                                                                                       | 9 de julio de 2022        | 7,7 % (3.ª)         | 8,6 % (2.ª)         | 5,7 % (7.ª)         |
| 13                                                                                       | 15 de julio de 2022       | 7,4 % (6.ª)         | 7,9 % (5.ª)         | 6,8 % (8.ª)         |
| 14                                                                                       | 16 de julio de 2022       | 7,8 % (3.ª)         | 8,5 % (2.ª)         | 6,3 % (4.ª)         |
| 15                                                                                       | 22 de julio de 2022       | 7,7 % (5.ª)         | 7,9 % (5.ª)         | 6,9 % (9.ª)         |
| 16                                                                                       | 23 de julio de 2022       | 10,7 % (2.ª)        | 11,4 % (2.ª)        | 8,2 % (2.ª)         |
| Promedio                                                                                 | Promedio                  | 8,2 %               | 8,6 %               | —                   |
| - En la tabla superior, en azul aparecen los índices más bajos, y en rojo los más altos. |                           |                     |                     |                     |

## Producción
La dirección está a cargo de Park Soo-jin (박수진) y el guion or Kim Ji-eun (김지은).
Originalmente se le había ofrecido el papel principal masculino al actor Kim Young-dae, sin embargo en mayo de 2021 se anunció que había rechazado el papel debido a conflictos de programación, por lo que el papel se le ofreció al actor Hwang In-yeop.
La primera lectura de guion fue realizada el 19 de octubre y las filmaciones empezaron en noviembre de 2021.